# Baldachinorgel

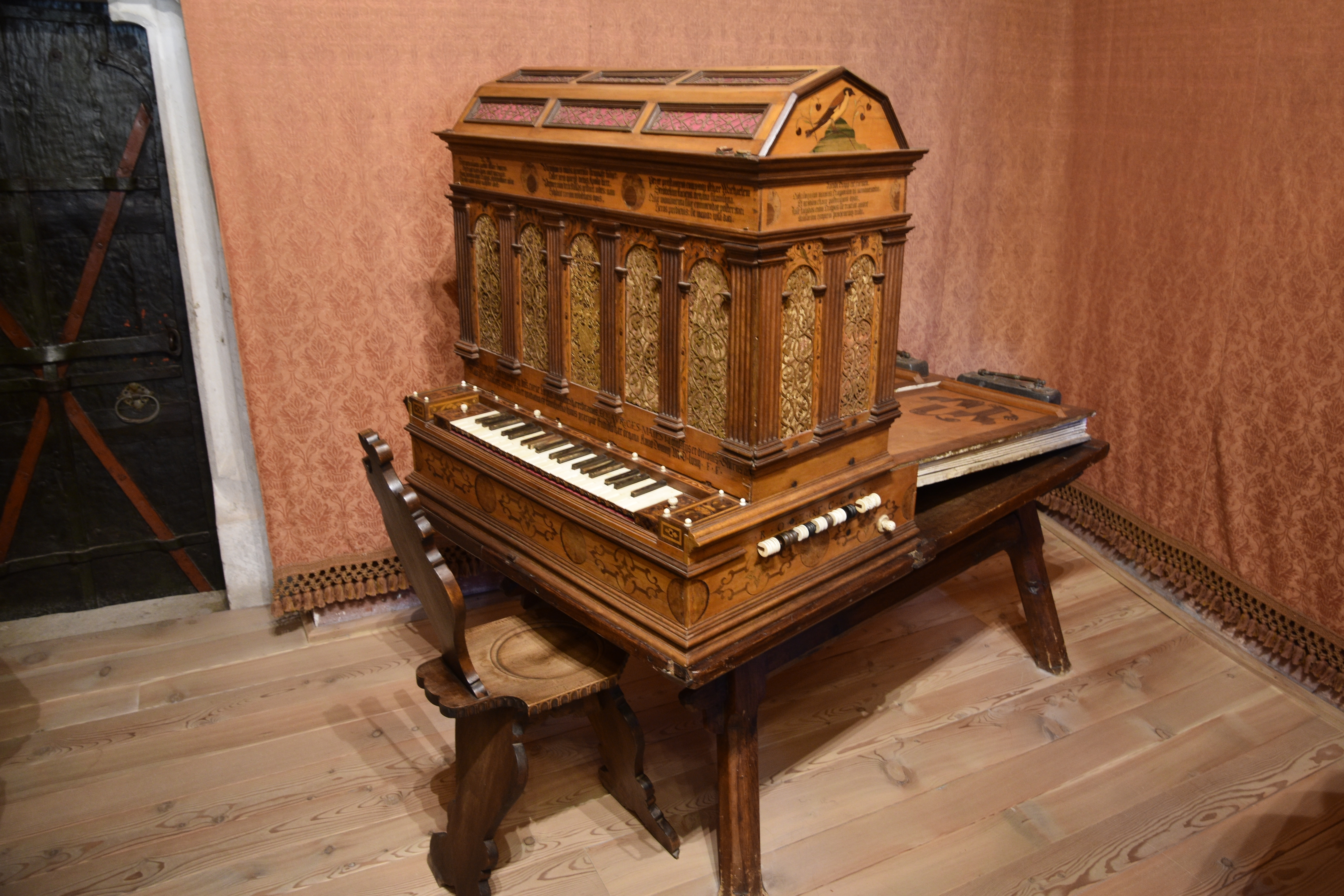
Historische Baldachinorgel auf der Churburg

Eine Baldachinorgel ist ein Tasteninstrument, eine tragbare Kleinorgel der Renaissance. Sie findet Verwendung in der Musik dieser Epoche.

## Beschreibung
Das Instrument ähnelt sehr dem Regal. Bei der Baldachinorgel ist die Klangbasis ebenfalls das Zungenregister Regal 8′. Zusätzlich befinden sich Register mit kleinfüßigen Labialpfeifen beispielsweise in 4′-2′-1′-Lage in der Disposition. Das gesamte Pfeifenwerk an der Oberseite des Instruments ist in einem durchbrochenen Schrein verborgen, welcher meist auf der Innenseite mit einem wertigen Stoff bespannt ist. Durch diese bauliche Besonderheit erhält das Instrument seinen Namen.
Der Tonumfang der an der Vorderseite liegenden Klaviatur entspricht dem Tonumfang von Tasteninstrumenten der Renaissancezeit vom C, mit kurzer Oktave im Bass und meist bis zum a2 im Diskant. Manchmal ist das Werk im Bass- und Diskantbereich unterschiedlich registrierbar. Das Instrument hat einen intensiven, prägnanten, hellen Klang. Die Stimmung ist wegen der obertonreichen Charakteristik des Pfeifenwerks stets mitteltönig. Zuweilen sind Effektregister wie Kuckucksruf und Nachtigall eingebaut, welche auch den Naturbezug der Renaissance widerspiegeln. An der Hinterseite des Instruments sind zwei Keilbälge angebracht, die meist nicht vom Musiker selbst, sondern von dem Kalkanten bedient werden. Das Instrument wird zum Bespielen auf einem ausreichend großen Tisch oder einem speziell dafür angefertigten Gestell platziert.
Die Baldachinorgel fand im 16. und 17. Jahrhundert nicht nur in der Kirchenmusik und bei Prozessionen, sondern auch in der Theater-, Tafel-, Tanz- und Hausmusik Verwendung. Im 18. Jahrhundert verlor das Instrument an Beliebtheit, da die obertonreichen, schnarrenden Töne nicht mehr dem Klangideal entsprachen. Daher sind originale Instrumente selten anzutreffen. Es existieren dafür einige Nachbauten von heutigen Orgelbauern.